# Augustin Bizimana
Pour les articles homonymes, voir Bizimana.
Augustin Bizimana (1954 - août 2000) est un homme politique rwandais recherché pour son rôle présumé dans le génocide des Tutsi rwandais.

## Biographie
Bizimana est un Hutu, né dans la commune de Gituza, province de Byumba, au Rwanda. Il a occupé le poste de ministre de la Défense au sein du gouvernement de Juvénal Habyarimana formé le 18 juillet 1993.
Après le meurtre de Habyarimana, Bizimana est devenu ministre de la Défense du gouvernement intérimaire jusqu'à la mi-juillet 1994. Ses pouvoirs comprenaient le contrôle de la possession d'armes par la population civile et le contrôle des forces armées de Rwanda (FAR), l'armée gouvernementale.
Bizimana a été accusé de 13 chefs d'accusation de génocide, de complicité de génocide, d'extermination, de meurtre, de viol, de torture, d'autres actes inhumains, de persécution, de traitements cruels et d'outrage à la dignité de la personne en relation avec le génocide des Tutsi. Entre autres crimes, il aurait été responsable des meurtres du Premier ministre Agathe Uwilingiyimana, de 10 Casques bleus des Nations unies et de civils tutsis. Bizimana était soupçonné d'être un fugitif jusqu'en mai 2020, lorsque des tests ADN ont montré que les restes humains d'une tombe à Pointe-Noire au République du Congo appartenaient à Bizimana. Il serait décédé à Pointe-Noire en août 2000,.
La mort de Bizimana constitue une « grande déception » pour les rescapés du génocide, a réagi Alain Gauthier, chef d'une association de victimes de génocides en France.